# سازمان‌های خدمات متحد
سازمان‌های خدمات متحد (انگلیسی: United Service Organizations) یا به اختصار یو. اس.او (USO) یک سازمان بزرگ خیریه غیرانتفاعی آمریکایی است که سرگرمی‌ها و اجراهای زنده‌ای توسط کمدین‌ها، بازیگران و نوازندگان و همچنین امکانات رفاهی-اجتماعی و سایر برنامه‌ها را برای اعضای نیروهای مسلح ایالات متحده آمریکا فراهم می‌آورد. این سازمان از سال ۱۹۴۱ با وزارت جنگ ایالات متحده آمریکا و بعدها با وزارت دفاع ایالات متحده آمریکا (DoD) همکاری داشته‌است و به‌شدت به کمک‌های مالی خصوصی و دریافت وجوه، کالاها و سایر خدمات از سوی شرکت‌های مختلف دیگر و اهداکنندگان فردی متکی است. اگرچه این سازمان مبتنی بر قوانین کنگرهٔ آمریکا فعالیت می‌کند، اما یک سازمان دولتی محسوب نمی‌شود.
این سازمان در جنگ جهانی دوم بنیان نهاده شد تا برای سربازان «خانه‌ای به‌دور از خانه‌شان» باشد و و سنت سرگرم ساختن نیروها و فراهم کردن امکانات رفاهی-اجتماعی را آغاز کرد. مشارکت در یو.اس.او یکی از راه‌هایی بود که ملت برای حمایت از نیروهای مسلح کشورشان در جنگ دست به دست هم دادند و در حدود ۱٫۵ میلیون نفر به نوعی خدمات خود را داوطلبانه را ارائه کردند. از همان آغاز، هالیوود مشتاق نشان دادن حس میهن‌پرستی خود بود و افراد مشهور زیادی به صفوف ارائه دهندگان سرگرمی‌های یو.اس.او پیوستند. آنها به عنوان داوطلب به ارائه سرگرمی در پایگاه‌های نظامی در ایالات متحده و خارج از کشور پرداختند، و گاهی اوقات زندگی خود را با سفر یا اجرا در شرایط خطرناک به خطر می‌انداختند. در سال ۲۰۱۱، یو.اس.او نشان ملی هنر را دریافت کرد.
سازمان‌های خدمات متحد دارای بیش از ۲۰۰ مکان در سراسر جهان و در ۱۴ کشور (با احتساب ایالات متحده آمریکا) و ۲۷ ایالت است. در طول جشنی به مناسبت هفتاد و پنجمین سالگرد تأسیس این سازمان در سال ۲۰۱۶، ژنرال بازنشسته ارتش، جورج دبلیو کیسی جونیور، رئیس فعلی شورای حکام یو.اس.او، برآورد کرد که این سازمان در طول حیات خود به بیش از ۳۵ میلیون آمریکایی خدمت‌رسانی کرده‌است.